# Antin Juzyczynski
Antin Juzyczynski, ukr. Антін Юзичинський - Antin Juzyczynśkyj (ur. 29 stycznia 1815 w Kłodzienku, zm. 25 października 1866 w Przemyślu) – ksiądz greckokatolicki, polityk staroruski, poseł do galicyjskiego Sejmu Krajowego i austriackiej Rady Państwa.

## Życiorys
Urodził się w rodzinie duchownego greckokatolickiego, syn Semena, proboszcza w Kłodzienku w pow. żółkiewskim. Jego siostra była żoną Julijana Nehrebeckiego. Ukończył gimnazjum, a następnie gr.-kat. Seminarium Duchowne we Lwowie (1838). Studiował i ukończył teologię na Uniwersytecie Lwowskim, gdzie w 1841 otrzymał tytuł doktora teologii. Został wyświęcony na księdza w 1838. W latach 1838–1840 był księdzem w katedrze gr.-kat. św. Jura we Lwowie. Następnie profesor teologii pastoralnej i prefekt Greckokatolickiego Seminarium Generalnego we Lwowie (1840-1854). Był także w latach 1842-1856 adiunktem na wydziale teologicznym Uniwersytetu Lwowskiego. Potem od 1856 profesor teologii pastoralnej a w latach 1857-1868 rektor Greckokatolickiego Seminarium Duchownego w Przemyślu. Od 1863 kanonik kapituły katedralnej w Przemyślu, najpierw kustosz a od 1882 archidiakon. Po śmierci w 1869 arcybiskupa lwowskiego Spiridona Litwinowicza był kandydatem do tego urzędu.
W 1848 był członkiem Soboru Ruskich Uczonych. Zwolennik opcji panruskiej, moskalofil, członek Matycy Hałycko-Ruskiej, towarzystwa Narodnyj Dom, towarzystwa im Michaiła Kaczkowskiego. Fundator i mecenas pisma «Пролом» ("Przełom). 
Poseł do Sejmu Krajowego Galicji I kadencji (15 kwietnia 1861 - 31 grudnia 1866), wybranym w kurii IV (gmin wiejskich) z okręgu wyborczego nr 45 (Żółkiew-Kulików-Mosty Wielkie). Był także posłem do austriackiej Rady Państwa I kadencji (2 maja 1861 - 20 września 1865) i V kadencji (4 listopada 1873 - 22 maja 1879). Wybierany był w kurii IV (gmin wiejskich) w kadencji I z okręgu wyborczego XIX (Żołkiew-Kulików-Mosty Wielkie-Bełz-Uhnów-Sokal-Lubaczów-Cieszanów-Rawa-Niemirów), zaś w kadencji V z okręgu wyborczego nr 12 (Przemyśl-Niżankowice-Bircza-Dobromil-Ustrzyki-Mościska-Sądowa Wisznia. W parlamencie był członkiem Klub Ruskiego (Ruthenenklub) a w latach 1873-1879 był jego przewodniczącym.

## Literatura
- Блажейовський Дмитро (Dmytro Błażejowśkyj) Історичний шематизм Перемиської Епархії з включенням Апостольської Адміністратури Лемківщини (1828-1939), Львів, 1995, ISBN 5-7745-0672-X